# Elebits
Elebits eller Eledees som det heter i Europa, är ett Wii-spel utvecklat av Shingo Mukaitoge och Akihiro Ishihara hos Konami.